# Prague Black Panthers 2022
Questa voce raccoglie le informazioni riguardanti i Prague Black Panthers nelle competizioni ufficiali della stagione 2022.

## Austrian Football League 2022

### Stagione regolare
| Praga 3 aprile 2022, ore 15:00 2ª giornata | Prague Black Panthers | 48 – 14 (14-0 14-7 13-0 7-7) referto | AFC Rangers Mödling | Stadion SK Prosek |

| Salisburgo 10 aprile 2022, ore 14:00 3ª giornata | Salzburg Ducks | 7 – 17 (7-0 0-7 0-3 0-7) referto | Prague Black Panthers | Max Aicher Stadion |

| Praga 1º maggio 2022, ore 15:00 5ª giornata | Prague Black Panthers | 31 – 19 (0-0 10-0 14-13 7-6) referto | Graz Giants | Stadion SK Prosek |

| Praga 8 maggio 2022, ore 15:00 6ª giornata | Prague Black Panthers | 38 – 7 (14-0 10-7 14-0 0-0) referto | Traun Steelsharks | Stadion SK Prosek |

| Vienna 14 maggio 2022, ore 18:00 7ª giornata | Vienna Vikings | 21 – 0 (7-0 7-0 0-0 7-0) referto | Prague Black Panthers | Footballzentrum Ravelin |

| Innsbruck 28 maggio 2022, ore 18:00 8ª giornata | Tirol Raiders | 21 – 28 (7-7 0-14 7-0 7-7) referto | Prague Black Panthers | Tivoli-Neu Stadion |

| Praga 5 giugno 2022, ore 15:00 9ª giornata | Prague Black Panthers | 0 – 24 (0-3 0-0 0-0 0-21) referto | Danube Dragons | Stadion SK Prosek |

| Praga 19 giugno 2022, ore 15:00 10ª giornata | Prague Black Panthers | 31 – 27 (7-6 17-0 0-13 7-8) referto | Telfs Patriots | Stadion SK Prosek |

| Znojmo 26 giugno 2022, ore 16:00 11ª giornata | Znojmo Knights | 7 – 19 (0-7 0-9 7-3 0-0) referto | Prague Black Panthers | Městský stadion |

| Mödling 2 luglio 2022, ore 15:00 12ª giornata | AFC Rangers Mödling | 16 – 42 (0-6 10-19 0-14 6-3) referto | Prague Black Panthers | Stadion Mödling |

### Playoff
| Praga 16 luglio 2022, ore 15:00 Semifinale | Prague Black Panthers | 44 – 50 (14-21 6-7 21-8 3-14) referto | Vienna Vikings | Stadion SK Prosek |

| Sankt Pölten 30 luglio 2022, ore 15:00 Finale 3º - 4º posto | Prague Black Panthers | 40 – 21 (13-7 13-7 7-7 7-0) referto | Telfs Patriots | NV Arena |

## Statistiche di squadra
| Competizione | %Vittorie | In casa | In casa | In casa | In casa | In casa | In casa | In trasferta | In trasferta | In trasferta | In trasferta | In trasferta | In trasferta | Totale | Totale | Totale | Totale | Totale | Totale |
| Competizione | %Vittorie | G       | V       | N       | P       | Pf      | Ps      | G            | V            | N            | P            | Pf           | Ps           | G      | V      | N      | P      | Pf     | Ps     |
| ------------ | --------- | ------- | ------- | ------- | ------- | ------- | ------- | ------------ | ------------ | ------------ | ------------ | ------------ | ------------ | ------ | ------ | ------ | ------ | ------ | ------ |
| Campionato   | .800      | 5       | 4       | 0       | 1       | 148     | 91      | 5            | 4            | 0            | 1            | 106          | 72           | 10     | 8      | 0      | 2      | 254    | 163    |
| Playoff      | .500      | 2       | 1       | 0       | 1       | 84      | 71      | 0            | 0            | 0            | 0            | 0            | 0            | 2      | 1      | 0      | 1      | 84     | 71     |
| Totale       | .750      | 7       | 5       | 0       | 2       | 212     | 162     | 5            | 4            | 0            | 1            | 106          | 72           | 12     | 9      | 0      | 3      | 338    | 234    |

## Statistiche personali

### Marcatori
| Giocatore | Ruolo | TD rush | TD recv | TD int | TD p.ret | TD k.ret | TD oth | Xp1   | Xp2 | FG  | Saf | Totale |
| --------- | ----- | ------- | ------- | ------ | -------- | -------- | ------ | ----- | --- | --- | --- | ------ |
| von Jagow |       | 0       | 8+4     | 0      | 0        | 0        | 0      | 0     | 0   | 0   | 0   | 72     |
| Mandík    |       | 0       | 0       | 0      | 0        | 0        | 0      | 30+10 | 0   | 6+1 | 0   | 61     |
| Smith     |       | 7+3     | 0       | 0      | 0        | 0        | 0      | 0     | 0   | 0   | 0   | 60     |
| Štiegler  |       | 0       | 5+0     | 0      | 1+0      | 0        | 0      | 0     | 0   | 0   | 0   | 36     |
| Roba      |       | 1+0     | 2+2     | 0      | 0        | 0        | 0      | 0     | 0   | 0   | 0   | 30     |
| Herring   |       | 0       | 3+0     | 0      | 0        | 0        | 0      | 0     | 0   | 0   | 0   | 18     |
| Ondrášek  |       | 0+2     | 0       | 0      | 0        | 0        | 1+0    | 0     | 0   | 0   | 0   | 18     |
| Tesař     |       | 0       | 3+0     | 0      | 0        | 0        | 0      | 0     | 0   | 0   | 0   | 18     |
| Lovasz    |       | 2+0     | 0       | 0      | 0        | 0        | 0      | 0     | 0   | 0   | 0   | 12     |
| Woleský   |       | 0       | 1+1     | 0      | 0        | 0        | 0      | 0     | 0   | 0   | 0   | 12     |
| Greenlee  |       | 0       | 1+0     | 0      | 0        | 0        | 0      | 0     | 0   | 0   | 0   | 6      |
| Team      |       | 0       | 0       | 0      | 0        | 0        | 0      | 0     | 0   | 0   | 1+0 | 2      |

### Passer rating
| Giocatore | G   | Att    | Comp  | Int | Yds      | TD   | NFL    | NCAA   |
| --------- | --- | ------ | ----- | --- | -------- | ---- | ------ | ------ |
| Sample    | 3+0 | 79+0   | 53+0  | 2+0 | 742+0    | 10+0 | 126,16 | 182,69 |
| Smith     | 6+2 | 150+81 | 88+49 | 0+1 | 1137+726 | 12+7 | 110,72 | 153,33 |
| Roba      | 2+0 | 30+0   | 12+0  | 2+0 | 166+0    | 0+0  | 30,69  | 73,15  |
| Jeníček   | 1+0 | 1+0    | 0+0   | 0+0 | 0+0      | 0+0  |        |        |
| von Jagow | 1+0 | 1+0    | 0+0   | 0+0 | 0+0      | 0+0  |        |        |